# الکساندر لودویگ
الکساندر ریچارد "الکس" لودویگ (به انگلیسی: Alexander Richard "Alex" Ludwig) (زادهٔ ۷ مه ۱۹۹۲ در ونکوور) یک بازیگر کانادایی است. او با بازی در نقش ویل استنتن در فیلم جستجوگر: تاریکی بالا می‌گیرد که نخستین فیلم از سه‌گانه‌ای بر پایه رمان‌های سوزان کوپر بود، بیشتر شناخته شد. او در سریال وایکینگ‌ها نیز نقش بیورن یارنسیدا را ایفا کرده‌است. لودویگ در سال ۲۰۰۹ در فیلم مسابقه تا کوه جادوگران به بازی پرداخت. از دیگر فیلم‌های او می‌توان به بازی‌های گرسنگی، و پسران بد تا ابد اشاره کرد.

## زندگی‌نامه
لودویگ در ۱۹۹۲ونکوور، بریتیش کلمبیا زاده شد. او دو خواهر و یک برادر دارد که از همه آن‌ها بزرگتر است. پدر او هرالد یک تاجر و مادرش شارلین یک بازیگر پیشین است.

## فیلم‌شناسی
فیلم‌های سینمایی که لودویگ در آن‌ها بازی کرده‌است:
- بازی‌های گرسنگی (۲۰۱۲)
- مسابقه تا کوه جادوگران (۲۰۰۹)
- جستجوگر: تاریکی بالا می‌گیرد (۲۰۰۷)
- اوا و اسب آتشین (۲۰۰۵)
- وایکینگ ها (2014 تا 2020)

لودویگ افزون بر این، در چند فیلم ویدئویی و تلویزیونی دیگر نیز بازی کرده‌است.